# Sutera violacea
Sutera violacea är en flenörtsväxtart som först beskrevs av Rudolf Schlechter, och fick sitt nu gällande namn av William Philip Hiern. Sutera violacea ingår i släktet snöflingor, och familjen flenörtsväxter. Inga underarter finns listade i Catalogue of Life.